# Institut für Internet-Sicherheit
Das Institut für Internet-Sicherheit (if(is)) ist ein anwendungsorientiertes Forschungsinstitut der Westfälischen Hochschule Gelsenkirchen Bocholt Recklinghausen in Gelsenkirchen.

## Geschichte
Das Institut wurde im Mai 2005 durch den damaligen Bundesinnenminister Otto Schily eröffnet.
Der Direktor des Instituts ist Norbert Pohlmann.
Ein Beirat berät die Leitung des Instituts bezüglich der Forschungsschwerpunkte und der Zusammenarbeit mit anderen Firmen und Organisationen. Derzeit gehören dem Beirat die folgenden Persönlichkeiten aus Wirtschaft und Verwaltung an:
- Udo Helmbrecht (ehemaliger Präsident des Bundesamtes für Sicherheit in der Informationstechnik (BSI) und Direktor der EU-IT-Sicherheits-Agentur European Network and Information Security Agency (ENISA))
- Rainer Baumgart  (Vorstandsvorsitzender der secunet Security Networks AG)
- Rainer Fechner  (Vorstandsmitglied der Alcatel-Lucent Deutschland AG)
- Robert Zehder (Senior Vice President Product Infrastructure der Deutschen Telekom AG)

## Wissenschaftliches Profil
Die Forschungseinrichtung zielt darauf ab, einen Mehrwert an Vertrauenswürdigkeit und Sicherheit im Internet zu schaffen. Es führt Forschungsprojekte mit Partnern im In- und Ausland durch und unterhält Kooperationen mit Hochschulen und Forschungseinrichtungen. Hierzu gehören die Universidade Federal de Santa Maria in Brasilien, das Stevens Institute of Technology in den Vereinigten Staaten von Amerika, die Fachhochschule Oberösterreich sowie die Ruhr-Universität Bochum, die Universität Bremen und die Technische Universität Dresden.
Der Direktor sowie Mitarbeiter des Instituts äußern sich regelmäßig in der Presse zu Themen der IT-Sicherheit.
Die Forschungsergebnisse des Instituts werden auf nationaler sowie internationaler Ebene publiziert.

## Projekte
Das Institut forscht insbesondere in den Bereichen Cyber-Sicherheit und Privatheit im Internet, Cybercrime und gezielte Angriffe, IT-Sicherheit und Netzen wie 5G, Vertrauenswürdigkeit in der digitalen Zukunft, Awareness für IT-Sicherheit, vertrauenswürdige und sichere IT-Systeme und -Dienste.
Zu den wesentlichen Projekten gehören:
- Trust KI[6] – Ziel des Vorhabens ist es, eine umfassende Vertrauenswürdigkeits-Plattform zu etablieren, die alle notwendigen Aspekte berücksichtigt sowie die gebotenen Erfordernisse erfüllt, damit Anwenderunternehmen Vertrauen in Herstellerunternehmen sowie in deren KI-Lösungen oder Datenräume aufbauen können.
- SecAware.nrw[7] – ist ein Online-Selbstlernangebot zum Thema Cyber- und Informationssicherheit für die Hochschulen in Nordrhein-Westfalen. Dieses Lernangebot sensibilisiert die Nutzenden und schafft bzw. stärkt die entsprechenden IT-Kompetenzen im Kontext von Cyberattacken.
- FIDeS – Frühwarn- und Intrusion Detection System auf der Basis von kombinierten Methoden der künstlichen Intelligenz[8]

zusammen mit Technologie-Zentrum Informatik und Informationstechnik der Universität Bremen, Nicos AG, mobile solution group, ZF Friedrichshafen AG, T-Systems, algorithmica technologies
gefördert vom Bundesministerium für Bildung und Forschung
- tNAC – Vertrauenswürdige Zugriffssteuerung in Netzwerken auf Basis von Trusted Computing[9]

zusammen mit Fachhochschule Hannover, Datus AG, Sirrix AG, Steria Mummert Consulting AG
gefördert vom Bundesministerium für Bildung und Forschung
- TURAYA – Entwicklung einer offenen, multilateral sichereren, DRM-fähigen Sicherheitsplattform auf Trusted Computing Basis, Teil des Projektes EMSCB[10]

zusammen mit Ruhr-Universität Bochum, TU Dresden, Sirrix AG, Escrypt GmbH
gefördert durch das Bundesministerium für Wirtschaft und Technologie
- FISHA – Framework for Information Sharing and Alerting

zusammen mit CERT Polen und CERT Ungarn
gefördert vom EU-Programm „Prevention, Preparedness and Consequence Management of Terrorism and other Security Related Risks“
- Studie Identity Management

gefördert vom Bundesamt für Informationsmanagement und Informationstechnik der Bundeswehr

## Start Up Gründung und Förderung
Seit Gründung des Instituts sind verschiedenste Start Ups entstanden. Die Unternehmen AWARE7, XignSys und Trustcerts sind derzeit noch aktiv, die finallysafe befindet sich seit 2019 in Liquidation durch die secunet.